# Metriochroa psychotriella
Metriochroa psychotriella là một loài bướm đêm thuộc họ Gracillariidae. Nó được tìm thấy ở Florida.
Ấu trùng ăn Psychotria nervosa và Psychotria undata. Chúng ăn lá nơi chúng làm tổ.